# Luisago
Luisago (Luisagh in dialetto brianzolo, AFI: /lyjˈzaːk/) è un comune italiano di 2 816 abitanti della provincia di Como in Lombardia. Si trova nei pressi della Brianza e a dieci chilometri da Como.

## Geografia fisica
A Luisago, tra la parte più alta (320 m s.l.m.), a ovest, e la più bassa (307 m s.l.m.), a est, vi è un dislivello di 13 metri.

## Origini del nome
L'etimologia del toponimo potrebbe derivare dal nome di persona Lupicius (o Luvius), possibile fondatore del paese, o dalla radice lues (= "liquido fluente"), per via del corso d'acqua detto Fontanino. Questa seconda ipotesi potrebbe essere la più plausibile, poiché il tipico suffisso lombardo -ago viene solitamente utilizzato proprio in presenza di un fiume.

## Storia
Un primo comune di Luisago nasce durante il Medioevo, successivamente alla dominazione dei longobardi. Negli annessi agli Statuti di Como del 1335, “Livixago” è indicato come uno dei comuni a cui spetta la manutenzione della strada «a stricta que est prope domos de Breda a manu dextra eundo versus Torrigiam usque ad strictam Bevulcham […]» (Statuti di Como 1335, Determinatio stratarum). Gli stessi Statuti testimoniano come il “comune de Luvixago” figurasse tra i comuni appartenenti alla pieve di Fino (Statuti di Como 1335, Determinatio mensurarum).
Il moderno comune di Luisago fu però eretto il 17 aprile 1649 da Fino Mornasco, di cui costituiva frazione in precedenza. Dal punto di vista ecclesiastico, Luisago rimase tuttavia ancora per lungo tempo alle dipendenze della parrocchiale di Civello.
Nel 1753 al comune di Luisago risulta aggregata la terra del soppresso comune di Bricola (corrispondente all'odierna località di Portichetto).
Un decreto di riorganizzazione amministrativa del Regno d'Italia napoleonico datato 1807 sancì l'aggregazione del comune di Luisago con Bricola in quello di Civello. La decisione fu tuttavia abrogata con la Restaurazione.
Nel 1880 furono fondate le prime industrie tessili luisaghesi.
Nel novembre 2008 la località Bricoletta fu assegnata al comune di Fino Mornasco

### Simboli
Lo stemma e il gonfalone sono stati concessi con decreto del presidente della Repubblica del 17 novembre 1992.
Il gonfalone è un drappo di bianco puro.

## Monumenti e luoghi d'interesse

### Architetture religiose
A Luisago si trovano due Chiese Parrocchiali.

#### Chiesa della Beata Vergine Addolorata
La parrocchiale della Beata Vergine Addolorata si trova a Luisago, nella parte più alta del Comune. Fu fatta costruire dal vescovo Felice Bonomini nel 1968, su una preesistente chiesa del 1783. Essa ha una struttura pressoché parallelepipeda, sulla cui facciata, in seguito ad una ristrutturazione avvenuta anch'essa negli ultimi anni, è presente un mosaico vitreo raffigurante proprio la patrona della chiesa. All'interno è presente una statua lignea della Madonna risalente al '500.

#### Chiesa della Madonna della Neve

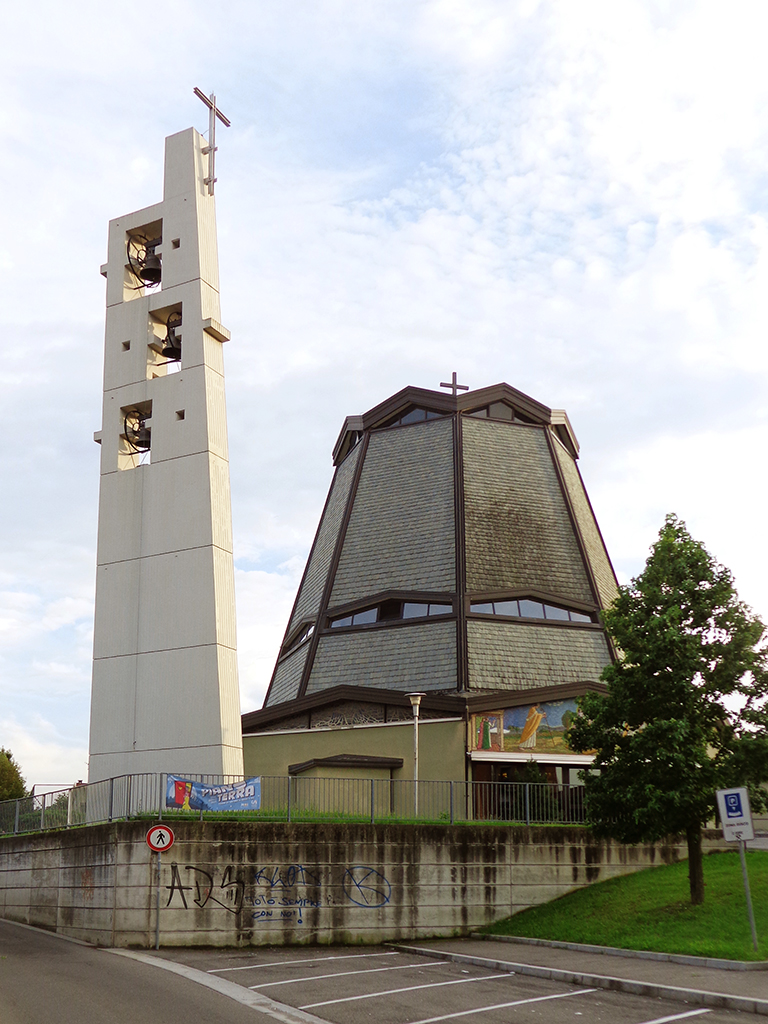
Chiesa della Madonna della Neve

Caratterizzata da una pianta ottagonale, la chiesa è situata nella parte bassa del paese, nella frazione Portichetto, ed è intitolata alla Madonna Della Neve. Fu inaugurata nel 1959 dal vescovo Macchi e negli ultimi anni è stata ristrutturata, installando internamente una struttura lignea nella parte superiore e, tra l'altro, realizzando all'esterno un grande mosaico raffigurante la narrazione del Miracolo della Madonna della Neve.

### Altre architetture

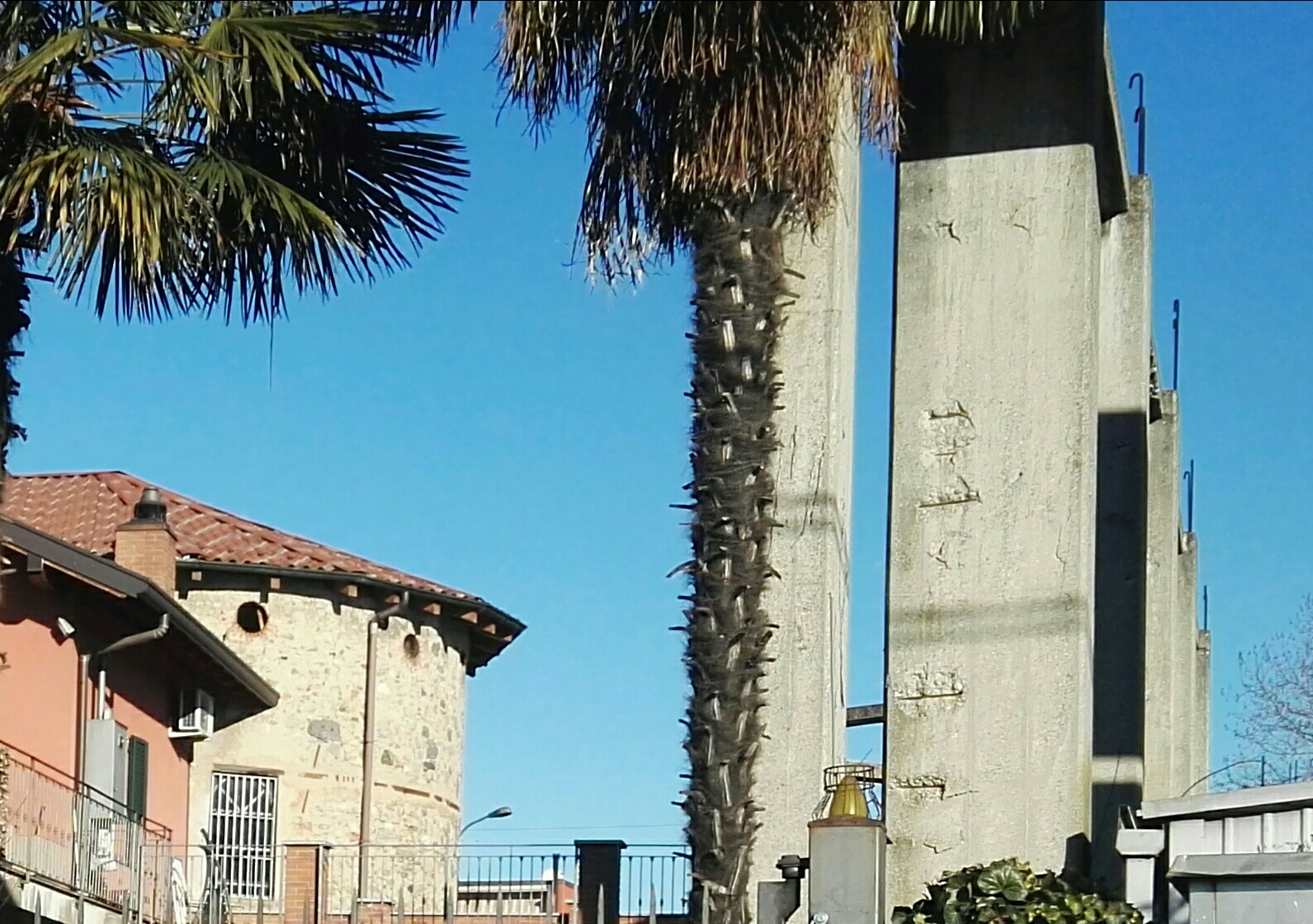
L'abside di quella che fu la vecchia chiesa di Portichetto e, alle spalle, i pilastri dell'edificio che, nella seconda metà del Novecento, avrebbe dovuto sostituirla

Un manoscritto testimonia che nella frazione di Portichetto esisteva, almeno fino dal 1854 “…una piccola Cappella dove si venerava un affresco della Madonna, che si intitolava "Della Neve"…”  Questa Cappella si trovava proprio sulla strada principale che fin dai tempi della presenza dei Romani collegava Milano a Como (l'attuale Strada Statale n. 35), quasi di fronte alla “Osteria del Porteghetto” la cui esistenza è documentata già dal 1784; questa Osteria aveva un caratteristico e prospiciente portico, che ha dato nel tempo il nome di “Portichetto” al paese, che in precedenza era chiamato  “Bricola”.
Già dal 1860 gli abitanti di Portichetto si dedicano, volontariamente e senza ricompense materiali, alla costruzione di una Chiesa più grande, da erigersi proprio sopra la vecchia Cappella. Le opere durano parecchi anni ed una prima versione della nuova Chiesa si potrà benedire solo nell’anno 1892. È proprio in quel periodo che nasce e si diffonde nelle zone del comasco, ma anche oltre, il detto “Laurà par la Giesa de Purteghett”, divenuto sinonimo di un lavoro non pagato e di lunga durata. In effetti i lavori si protrarranno ancora per diversi anni ed a più riprese, sempre a cura dei volontari portichettesi che offrirono la propria opera senza compensi di denaro; è una delle dimostrazioni della grande Fede e del vero e proprio “attaccamento” che i Portichettesi da sempre hanno avuto e continuano ad avere alla loro “Madonna della Neve”. Nel corso degli anni successivi, in occasione delle varie Cerimonie di Inaugurazione, delle Benedizioni o delle varie Ricorrenze, la Chiesa della Madonna della Neve, divenuta nel frattempo Patrona di Portichetto, vede in diverse riprese la presenza dei santi Giovanni Battista Scalabrini (che aveva origini portichettesi) e Luigi Guanella.

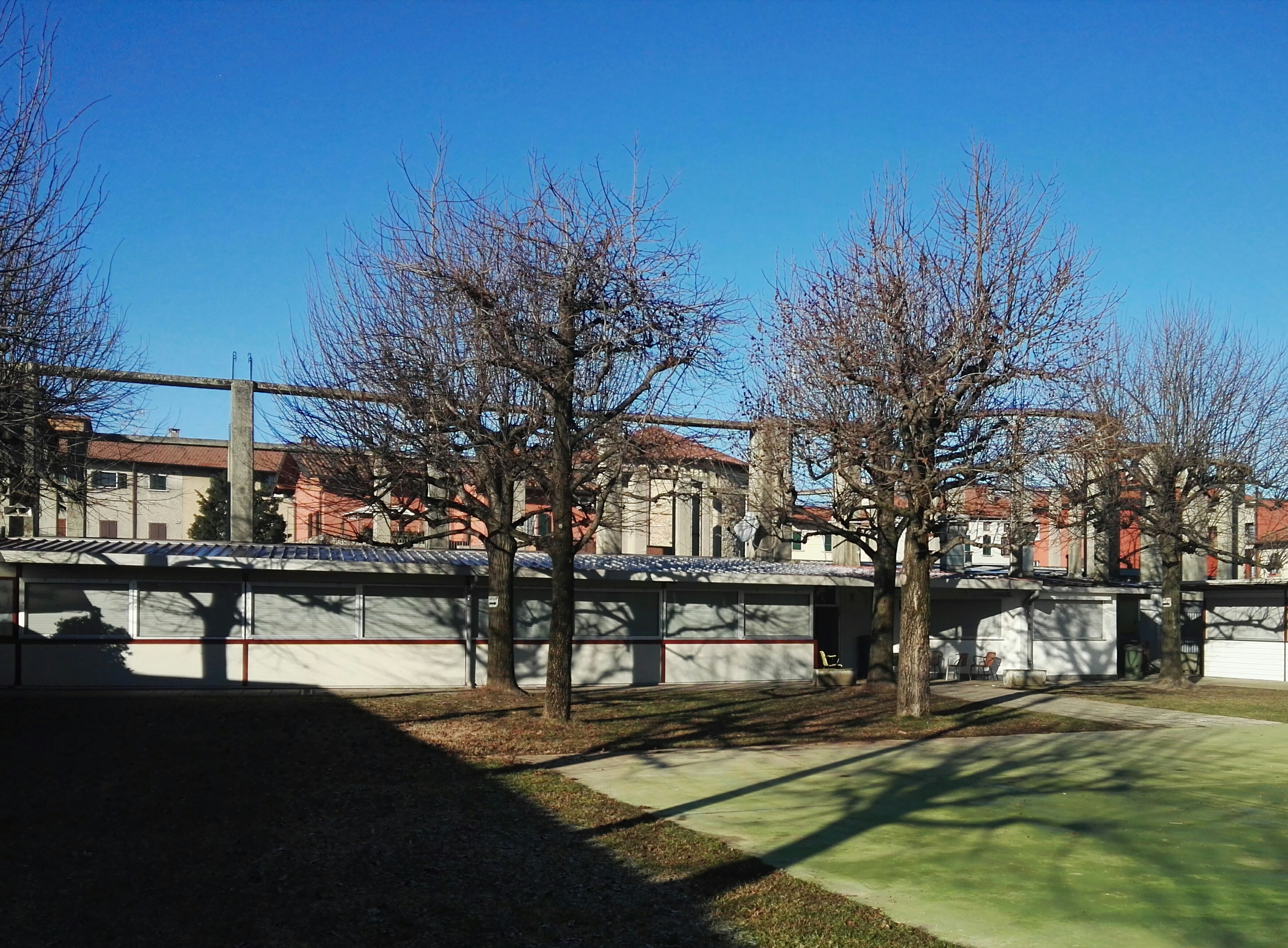
I fabbricati del "Luglio Portichettese" con, alle spalle, lo scheletro di quella che avrebbe dovuto diventare la nuova chiesa di Portichetto

Nel 1949 si decise di costruire una nuova Chiesa più grande nel prato retrostante quella vecchia; nel giugno del 1951 vengono innalzati tutti i pilastri portanti della nuova struttura. Nel frattempo diviene però disponibile un terreno più adatto in quanto posto in centro al paese , dove si decide di fare la nuova costruzione. I pilastri di cemento armato già costruiti rimangono dove sono tutt’oggi ben visibili, proprio nel luogo dove si svolgeva il “Luglio Portichettese". I lavori per la nuova Chiesa vedono sempre la presenza degli abitanti del luogo, che dedicano la loro opera gratuitamente per la costruzione del nuovo Tempio del proprio paese:  la nuova Chiesa verrà inaugurata nel 1959, quando ritorna di nuovo alla ribalta il detto “Laurà par la Giesa de Purteghett”,  che diviene un vero proprio “classico” dei proverbi popolari Comaschi.

### Altri monumenti
Presso il cimitero è stato realizzato un monumento dedicato ai caduti di tutte le guerre, utilizzando delle lastre di rame di varie dimensioni.

## Società

### Evoluzione demografica

#### Demografia pre-unitaria
- 1751: 124 abitanti a Luisago[6] e 92 a Bricola[8]
- 1805: 276 abitanti[9]
- 1809: 276 abitanti (prima dell'aggregazione a Civello)[9]
- 1853: 435 abitanti[10]

#### Demografia post-unitaria
Abitanti censiti

## Geografia antropica
Il territorio comunale si compone del centro di Luisago e di 4 frazioni:
- Portichetto (Porteghett in dialetto brianzolo), la più grande, si trova a nord-est e dista poco più di un chilometro dal comune.[15] È il territorio dove sono presenti le più grandi industrie del paese. Pur trovandosi ben lontana del ponte che passa sopra l'autostrada A9, per convenzione, gli abitanti chiamano la parte ad ovest del cavalcavia "Luisago", mentre la parte ad est "Portichetto".
- Ca' dei boschi, situata a centro-sud e distante 780 metri dal comune.[16] Essa rappresenta la zona boschiva del comune.
- Milanino, situata a nord-ovest e distante 250 metri dal comune.[17] Questa è una località principalmente adibita all'agricoltura, pertanto tra gli abitanti ci sono molti contadini.
- San Martino, collocabile a sud-ovest e distante 350 metri dal comune[18]

## Infrastrutture e trasporti

### Autostrade
L'unica linea autostradale che interessa il territorio comasco è la A9 la Milano-Como-Chiasso, detta anche Autostrada dei Laghi. L'ingresso più vicino è quello di Fino Mornasco. Nel corso del 2012 sono terminati i lavori per la costruzione della terza corsia in entrambi i sensi di marcia. 
Sono in corso di realizzazione i lavori di costruzione della Tangenziale di Como, nell'ambito dell'Autostrada Pedemontana Lombarda, in particolare il primo lotto che comprende svincoli di ingresso/uscita e connessione con la A9.

### Strade statali
Lungo il territorio il Comune viene attraversato dalla SS35 dei Giovi che mette in collegamento con Como e Milano e dalla S.P. 28 (Luisago-Senna-Lipomo).

### Ferrovie

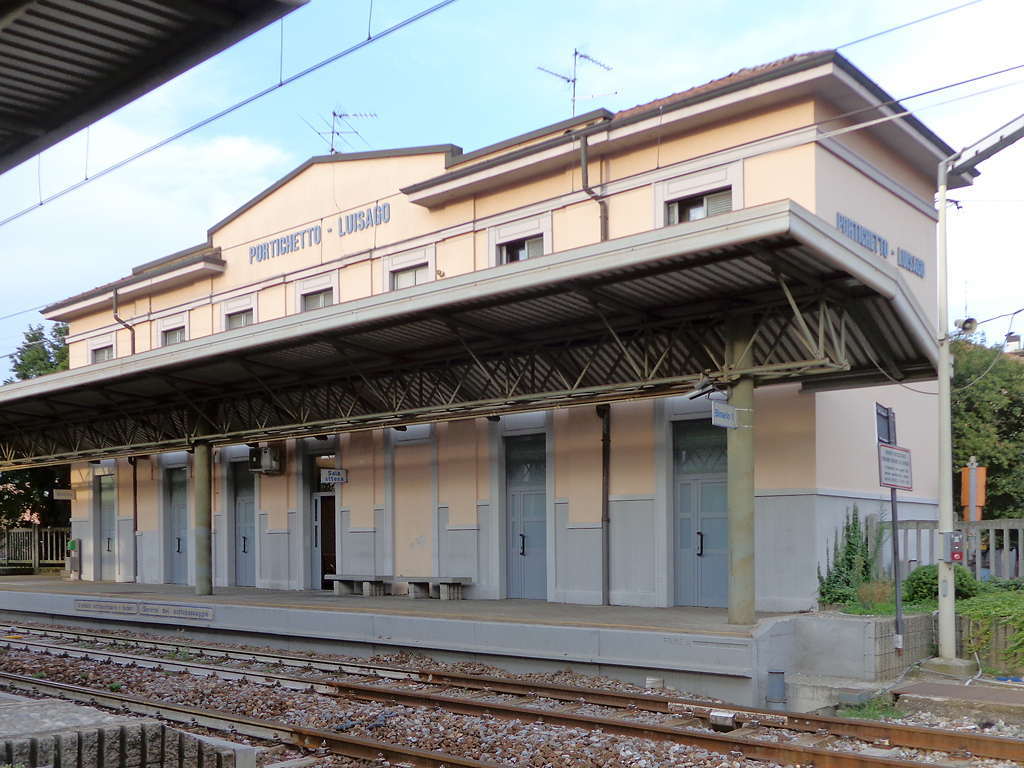
Stazione di Portichetto-Luisago

Nella frazione di Portichetto si trova la stazione ferroviaria Portichetto-Luisago della linea regionale Milano Cadorna - Saronno - Como Lago, gestita da Trenord.

### Aeroporti
Gli aeroporti più vicini sono quelli di Lugano e di Milano Malpensa che distano rispettivamente 42 km e 52 km. Per raggiungere l'aeroporto di Milano Malpensa si può raggiungere tramite la linea ferroviaria (Le Nord) con interscambio a Saronno.
Altri aeroporti sono quello di Orio al Serio (BG) che dista 84 km e quello di Milano Linate 72 km.

### Mobilità urbana
La rete dei trasporti pubblici urbani è dotata di 2 linee di autobus gestite da ASF Autolinee (ex SPT Linea). Una linea C62 (Como-Mozzate) che collega con il Comune di Como e con il Comune di Mozzate e la linea C60 (Como-Bregnano).

### Esplicative
1. ↑  ortografia classica

### Bibliografiche
1. 1 2   Bilancio demografico mensile anno 2025 (dati provvisori), su demo.istat.it, ISTAT.
2. ↑   Classificazione sismica (XLS), su rischi.protezionecivile.gov.it.
3. ↑   Tabella dei gradi/giorno dei Comuni italiani raggruppati per Regione e Provincia (PDF), in Legge 26 agosto 1993, n. 412, allegato A, Agenzia nazionale per le nuove tecnologie, l'energia e lo sviluppo economico sostenibile, 1º marzo 2011,  p. 151. URL consultato il 25 aprile 2012 (archiviato dall'url originale il 1º gennaio 2017).
4. ↑   AA. VV., Dizionario di toponomastica. Storia e significato dei nomi geografici italiani., Milano, Garzanti, 1996,  p. 364, ISBN 88-11-30500-4.
5. 1 2 3 4 5  Borghese, p. 276.
6. 1 2 3   Comune di Luisago, sec. XIV - 1757 – Istituzioni storiche – Lombardia Beni Culturali, su lombardiabeniculturali.it. URL consultato il 6 gennaio 2020.
7. ↑  Comune di Luisago, Statuto, art. 2.
8. 1 2   Comune di Bricola, sec. XVII - 1757 – Istituzioni storiche – Lombardia Beni Culturali, su lombardiabeniculturali.it. URL consultato il 6 maggio 2020.
9. 1 2 3   Comune di Luisago, 1798 - 1809 – Istituzioni storiche – Lombardia Beni Culturali, su lombardiabeniculturali.it. URL consultato il 6 maggio 2020.
10. 1 2   Comune di Luisago, 1816 - 1859 – Istituzioni storiche – Lombardia Beni Culturali, su lombardiabeniculturali.it. URL consultato il 6 maggio 2020.
11. ↑  Dettaglio Produttore di archivi - Sistema Archivistico Nazionale
12. ↑  Dettaglio Produttore di archivi - Sistema Archivistico Nazionale
13. ↑   La Chiesa di Portichetto, su giornalismi.info. URL consultato il 31 agosto 2013 (archiviato dall'url originale il 26 giugno 2015).
14. ↑  Dati tratti da:
  -  Popolazione residente dei comuni. Censimenti dal 1861 al 1991 (PDF), su ebiblio.istat.it, ISTAT.
  -  Popolazione residente per territorio – serie storica, su esploradati.censimentopopolazione.istat.it.
Nota bene: il dato del 2021 si riferisce al dato del censimento permanente al 31 dicembre di quell'anno.
15. ↑   frazione di Portichetto del comune di LUISAGO della provincia di Como regione Lombardia, su portaleabruzzo.com. URL consultato il 31 agosto 2013 (archiviato dall'url originale il 3 aprile 2016).
16. ↑   frazione di Ca' dei Boschi del comune di LUISAGO della provincia di Como regione Lombardia, su portaleabruzzo.com. URL consultato il 31 agosto 2013 (archiviato dall'url originale il 5 aprile 2016).
17. ↑   frazione di Milanino del comune di LUISAGO della provincia di Como regione Lombardia, su portaleabruzzo.com. URL consultato il 31 agosto 2013 (archiviato dall'url originale il 3 aprile 2016).
18. ↑   frazione di San Martino del comune di LUISAGO della provincia di Como regione Lombardia, su portaleabruzzo.com. URL consultato il 31 agosto 2013 (archiviato dall'url originale il 2 aprile 2016).
19. ↑   Viabilità - A9 più larga con la terza corsia | Saronno/Tradate | Varese News, su www3.varesenews.it. URL consultato il 13 febbraio 2014 (archiviato dall'url originale il 21 febbraio 2014).
20. ↑   Regione :: A9, pronta in anticipo la terza corsia per Como, su regione.lombardia.it. URL consultato il 13 febbraio 2014 (archiviato dall'url originale il 24 settembre 2015).
21. 1 2  Stop al tempo perso sull'A9 Tra un anno la terza corsia - Cronaca Como La Provincia di Como - Notizie di Como e provincia
22. ↑   Percorso - Autostrada Pedemontana Lombarda, su pedemontana.com. URL consultato il 13 febbraio 2014 (archiviato dall'url originale il 22 febbraio 2014).
23. ↑  Stazione di Portichetto-Luisago